# السنة الدولية لعلم الفلك

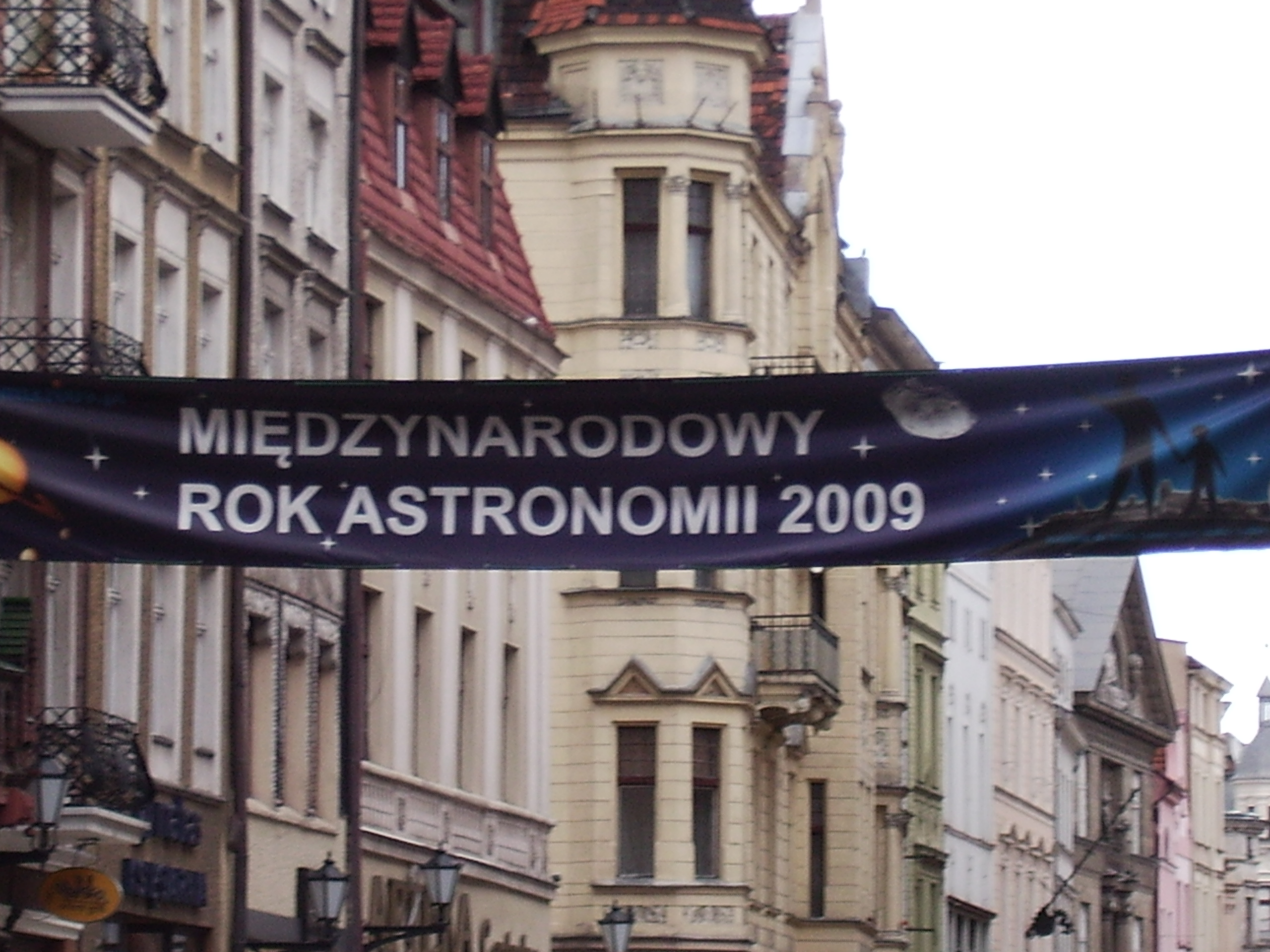

السنة الدولية لعلم الفلك (IYA2009) هو احتفال فلكي امتد على مدى عام كامل، وكان ذلك عام 2009 تزامنا مع الذكرى الـ400 لأول تصنيع واستخدام للمقراب (التلسكوب) على يد غاليليو غاليلي، وقد أقرت هذه السنة في الاجتماع العام الثاني والستين للأمم المتحدة، وتتمثل في برنامج عالمي ينظمه الاتحاد الفلكي الدولي (IAU)، بالتعاون مع منظمة اليونسكو، وهي قسم الأمم المتحدة المسؤول عن الأمور التعليمية والعلمية والثقافية.

## قيمة عام 1609
في عام 1609، وجه غاليليو غاليلي أحد مقاريبه إلى السماء الليلية وحقق اكتشافات مذهلة غيرت نظرة البشرية إلى العالم: فقد رأى جبالاً وودياناً على سطح القمر، ورأى كما هائلا من النجوم التي تخفى على العين المجردة بالإضافة إلى الأقمار حول كوكب المشتري، بدأت الملاحظات الفلكية حول العالم تتنبأ بتفسير طريقة تشكل الكواكب والنجوم، وطريقة تجمع المجرات ونموها، والتعريف بنظام وشكل الفضاء الكوني الذي هو عليه، وفي العام نفسه نشر يوهانز كيبلر كتابه الفلك الجديد الذي وصف فيه القوانين الأساسية لحركات الكواكب.
في 25-9-1608، سافر الشاب هانس ليبرشي (وهو من مدينة ميدلبرج) إلى لاهاي ليعرض أحد اختراعاته على الحكومة الهولندية وهو المقراب، وعلى الرغم من أنه لم يكافأ على اختراعه الفريد، إلا أن جاليليو سمع بقصته وقرر استخدام «عدسته المنظورة الهولندية» ليستخدمها في مشاهداته.

## هدف المشروع
كان المشروع يهدف إلى إقامة فعاليات تغطي كافة الجوانب الفلكية لتعميم الفائدة على أكبر عدد ممكن، مع التركيز على إشراك كافة شرائح المجتمع وخصوصا الشباب، لتحفيزهم على الاهتمام بالفضاء الكوني من حولهم، ولفت نظرهم إلى أسراره، وذلك بتمكينهم من استخدام أجهزة الرصد والمشاهدة الفلكية، وقد قام الاتحاد الفلكي الدولي بالاتصال بأكثر من 10000 عالم فلك في مختلف أنحاء العالم، والتنسيق مع 148 دولة حتى يضمن انتشار المشروع.

## الشركاء المنظمون
كان الشركاء المنظمون للسنة الدولية لعلم الفلك من المنظمات والمعاهد والوكالات المهتمة بكل من علم الفلك وعلوم الفضاء والعلوم الطبيعية والتي تدعم التنسيق العالمي للسنة الدولية لعلم الفلك ماديا.
القائمة التالية تضم أسماء الشركاء المنظمين وفقا لتاريخ 19-11-2008
الجمعية الفلكية الأمريكية

المرصد الأوروبي الجنوبي

الجمعية الفلكية الكندية

L’Institut National des Sciences de l’Univers

مجلس البحث الوطني (كندا)

مرصد ليدن (ألمانيا)

مدرسة البحوث الهولندية للفلك

مجلس الوسائل العلمية والتقنية

جمعية الفلك الشائع

أكاديمية العلوم السويسرية

مرصد الفلك الوطني في اليابان

وزارة التعليم والعلوم (إسبانيا)

مؤسسة العلوم الأوروبية

الإدارة الوطنية للملاحة الفضائية والفضاء (ناسا)

مركز بحوث الفضاء الألماني

المركز الوطني لبحوث الفضاء (فرنسا)

الجمعية الكواكبية (أمريكا)

منظمة بحوث الفضاء اليابانية

Armagh Planetarium

منظمة بحوث الفضاء الهندية

شبكة المركز الدولي للفيزياء الفلكية النسبية

معهد ناسا العلمي للأقمار والكواكب

المقراب الشمالي البصري

## على المستوى العربي
برزت المشاركة العربية في اهتمام ونشاط جمعيات هواة الفلك الإقليمية العربية بتحضير برامج وأنشطة مختلفة كل في بلده لتحقيق أهداف المشروع، بالإضافة إلى أنشطة الجامعات المختصة بهذه المجالات، وقد كشف رئيس الاتحاد العربي لعلوم الفضاء والفلك أ.د. حميد مجول النعيمي عن بعض المؤتمرات المقررة على المستوى العربي والتي تتضمن ورش عمل ومحاضرات تعليمية ورصدا فلكيا وهي:
| الحدث                                             | المكان                  | الشهر |
| ------------------------------------------------- | ----------------------- | ----- |
| المؤتمر الأول لإنشاء وكالة فضاء عربية             | القاهرة                 | 4     |
| المؤتمر الفلكي الإسلامي الخامس                    | عمّان (جامعة آل البيت)   | 8     |
| الملتقى العربي الثالث للشباب وهواة الفلك والفضاء  | الجزائر                 | 10    |
| المؤتمر الدولي الأول في جيولوجيا كوكبية           | عمّان                    | 11    |
| المؤتمر العربي التاسع لعلوم الفلك والفضاء         | الخرطوم (جامعة الخرطوم) | 11    |
| المؤتمر الدولي في علوم الفضاء الأساسية وتطبيقاتها | الشارقة (جامعة الشارقة) | 11    |

## وصلات خارجية
- الموقع الرسمي للسنة الدولية لعلم الفلك
- اتحاد الفلك العالمي
- موقع السنة الدولية التابع لموقع رابطة هواة الفلك السورية
- موقع السنة الدولية التابع لموقع جامعة الإمارات العربية المتحدة
- السنة الدولية لعلم الفلك في الجزائر
- IYA2009 Resources
- بيان عن اختيار 2009 كسنة دولية لعلم الفلك (UNESCO Executive Board)
- Thales Alenia Space
- Global Cornerstone Projects
- The World at Night project
- The Galileoscope: millions looking at the sky astronomy2009.org
- You are Galileo! Low price 10 دولار Galileoscope for children; المرصد الفلكي الوطني الياباني
- 100 Hours of Astronomy
- The Galileoscope
- Cosmic Diary
- The Portal to the Universe
- She is an Astronomer
- Dark Skies Awareness
- IAU/UNESCO Astronomy and World Heritage
- Galileo Teacher Training Program
- Universe Awareness
- From Earth to the Universe
- Developing Astronomy Globally